# Barry Howson
Barry Franklin Howson (London, 17 giugno 1939) è un ex cestista canadese.

## Carriera
Dopo aver giocato nella University of Western Ontario, ha conquistato il titolo canadese con 5 squadre (Tillsonburg, Montreal Yvon Coutu, London 5B sports, Toronto Dow Kings, Sarnia Drawbridge Inn London Celtics).
Con il Canada ha disputato i Giochi di Tokyo 1964, i Giochi panamericani 1967 e i Mondiali 1970.